# راهنمای شکار هیولا
فیلم راهنمای شکار هیولا فیلمی کمدی و فانتزی می‌باشد. این فیلم محصول سال ۲۰۲۰میلادی می‌باشد. این فیلم توسط راشل تالالی کارگردانی
شده‌است. نام نویسنده این اثر جو بالارینی می‌باشد. در این فیلم تامارا اسمارت، اونا لارنس، تام فلتون، تروی لای ان جانسون، لین ماساکو چنگ به هنرمندی پرداخته‌اند.

## داستان
یک پرستار بچه به نام کلی فرگوسن مأموریت دارد کودکی را که در شب هالووین توسط یک هیولا و رئیس تاریکی ربوده شده‌است نجات دهد. به پلیس اطلاع می دهد ولی پلیس بخاطر هالووین فکر می کنه شوخی است تا اینکه یک پرستار از انجمن پرستار ها به کمک او می رود تا رئیس تاریکی رو شکست دهد ولی …

## نظرهای کاربران
از نظر جمع روتن تومیتوز (به‌انگلیسی:Rotten Tomatoes)، امتیاز فیلم با توجه به ۱۸ بررسی منتقدین، با میانگین امتیاز ۵٫۸۰ / ۱۰، ۶۱٪ است. در متاکریتیس، براساس ۴ بررسی منتقد میانگین نمره ۳۱ از ۱۰۰ را نشان می‌دهد که نشان دهنده "نظرهای معمولاً نامطلوب" است.
| راهنمای شکار هیولا | راهنمای شکار هیولا                                                                             |
| ------------------ | ---------------------------------------------------------------------------------------------- |
| سال ساخت           | ۲۰۲۱میلادی                                                                                     |
| بازیگران           | تام فلتون تامارا اسمارت اونا لارنس تروی لای ان جانسون لین ماساکو چنگ تای کونسیگلیو ایان هو و … |
| گارگردان           | راشل تالالی                                                                                    |
| ژانر               | کمدی و فانتزی                                                                                  |
| مدت                | یک ساعت و ۳۶ دقیقه                                                                             |

## بازیگران
- تامارا اسمارت در نقش کلی فرگوسن
- ایزابل برچ در نقش یانگ کلی
- اوونا لورنس در نقش لیز لرو
- آلسیو اسکالزوتو در نقش ویکتور کولتی
- ایندیا مور در نقش پگی درود
- تام فلتون در نقش Grand Guignol
- ایان هولم در نقش جیکوب زلمن
- تامسن مک دوناو در نقش خانم زلمن
- تروی لی- آن جانسون در نقش برنا وینسنت
- لین ماساکو چنگ در نقش کاسی ژن
- Ty Ty به عنوان Curtis Critter
- اشتون ارباب در نقش تامی
- کریستال بالینت در نقش الکسا فرگوسن
- ریکی او در نقش یسپر هوانگ
- آنیسا هریس در نقش دینا
- کامرون بنکرلفت در نقش پیت فرگوسن
- کلسی ماوما در نقش ورونیکا پرستون
- میتیلا پالکار در نقش پرستار بچه از بمبئی (هند)
- مومونا تامادا در نقش امیکو

## انتشار
اولین بار فیلم در ۱۵ اکتبر سال ۲۰۲۰میلادی در نتفلیکس پخش شد.